# 1569 w literaturze
Wydarzenia literackie w 1569 roku.

## Nowe książki
- polskie
  - Historia o Meluzynie (tłum. Marcin Siennik)

## Nowe poezje
- Alonso de Ercilla, Araukana, część 1

## Urodzili się
- Giambattista Marino – włoski poeta

## Zmarli
- 5 września – Bernardo Tasso, włoski poeta (ur. 1493)
- Vincenza Armani – włoska poetka
- António Ferreira – poeta portugalski (ur. 1528)